# Скалба
Скалба – мала річка у Московській області, ліва притока Учі, належить до басейну Волги. Довжина 25 км, площа водозбірного басейну -- 106км². Скалба має ряд невеликих приток, також живиться за рахунок боліт.

## Розташування
Витік розташовано в селі Нагорне Пушкінського району Московської області та впадає в річку Учу в районі міста Івантєєвка. Окрім міста Івантєєвка вздовж русла річки розташовано кілька селищ та сіл.

## Опис
Вздовж берегів річки ростуть сосна, береза, дуб, клен, вільха, тополя, верба. У районі села Костіно ширина річки складає понад 5 метрів, глибина – 1 метр. Біля Красноармійського шосе в Скалбу впадає невелика річка Пісчанка. У центрі Івантєєвки вона впадає у повноводнішу Учу. 